# Arcopsis
Arcopsis – rodzaj małży nitkoskrzelnych z rodziny Noetiidae.

## Gatunki
Do tego rodzaju zaliczane są następujące, współcześnie żyjące gatunki:
- Arcopsis adamsi (Dall, 1886)
- Arcopsis solida (G. B. Sowerby I, 1833)